# Arctopsyche cervinata
Arctopsyche cervinata är en nattsländeart som beskrevs av Wolfram Mey 1997. Arctopsyche cervinata ingår i släktet Arctopsyche och familjen ryssjenattsländor. Inga underarter finns listade i Catalogue of Life.